# Coleodactylus meridionalis
Coleodactylus meridionalis — вид геконоподібних ящірок родини Sphaerodactylidae. Ендемік Бразилії.

## Поширення і екологія
Coleodactylus meridionalis мешкають в бразильських штатах Алагоас, Баїя, Сеара, Мараньян, Пара, Параїба, Сержипі, Гояс, Мату-Гросу і Мату-Гросу-ду-Сул. Вони живуть в атлантичних лісах, фрагментарно трапляються в лісах у регіонах каатинга і серрадо. Ведуть денний спосіб життя, живляться комахами, відкладають яйця.